# Арсен Одзелашвілі
Арсе́н (Арсен Одзелашвілі; *1797, Марабда — †1842) — ватажок антикріпосницького селянського руху в Східній Грузії в 1-й половині 19 століття.
Народився в кріпацькій сім'ї в с. Марабда в Картлі.
Організовував збройні напади на поміщиків, купців і царських чиновників, забирав у них гроші, майно і віддавав бідним.
Арсен — герой популярної грузинської народної поеми «Пісня про Арсена»; його образ відтворений в радянській літературі і кіно (роман Михайла Джавахішвілі «Арсен з Марабди». К., 1959, п'єса Сандро Шаншіашвілі «Арсен», кінофільм Михайла Чіаурелі «Арсен»).